# Rise of the Damnation Army - United World Rebellion: Chapter Two
Rise of the Damnation Army - United World Rebellion: Chapter Two è un EP del gruppo musicale statunitense Skid Row, pubblicato nel 2014.
È la seconda parte della trilogia United World Rebellion. We Are the Damned è stato estratto come singolo e per esso è stato prodotto anche un video.

## Tracce
1. We Are the Damned – 4:22
2. Give It the Gun – 3:46
3. Catch Your Fall – 4:22
4. Damnation Army – 3:54
5. Zero Day – 4:36 (Bolan)

Tracce Bonus
1. Sheer Heart Attack (Queen cover) – 3:27 (Roger Taylor)
2. Rats in the Cellar (Aerosmith cover) – 4:19 (Joe Perry, Steven Tyler)

## Formazione
- Johnny Solinger – voce
- Rachel Bolan – basso, voce
- Scotti Hill – chitarra solista e ritmica
- Dave Sabo – chitarra solista e ritmica, voce
- Rob Hammersmith – batteria, percussioni